# Alburnoides
Alburnoides è un genere di pesci ossei d'acqua dolce appartenenti alla famiglia Cyprinidae.

## Distribuzione e habitat
Le specie del genere sono diffuse nelle acque dolci di Europa e Asia.

## Descrizione
Gli Alburnoides presentano un corpo allungato, piuttosto compresso ai fianchi, con profilo dorsale e ventrale poco pronunciati, pinne triangolari e coda bilobata. Le dimensioni sono minute e variano tra i 7 cm e i 14 cm, secondo la specie.

## Tassonomia
Al genere Alburnoides appartengono 17 specie:
- Alburnoides bipunctatus
- Alburnoides devolli
- Alburnoides eichwaldii
- Alburnoides fangfangae
- Alburnoides fasciatus
- Alburnoides gmelini
- Alburnoides idignensis
- Alburnoides kubanicus
- Alburnoides namaki
- Alburnoides nicolausi
- Alburnoides oblongus
- Alburnoides ohridanus
- Alburnoides petrubanarescui
- Alburnoides prespensis
- Alburnoides qanati
- Alburnoides taeniatus
- Alburnoides varentsovi